# Coursera
Coursera és una plataforma d'educació virtual gratuïta creada el 2011, fndada pels professors de Stanford, Andrew Ng i Daphne Koller, i desenvolupada per la Universitat Stanford per oferir cursos oberts de formació a distància (MOOC, acrònim de Massive Open Online Courses). Ofereix cursos gratuïts de temàtiques diverses, més aviat de nivell universitari, i oberts a qualsevol persona del món. Coursera treballa amb universitats i altres organitzacions per oferir cursos, especialitzacions i titulacions en línia sobre temes com enginyeria, humanitats, medicina, biologia, ciències socials, matemàtiques, negocis, informàtica, màrqueting digital, ciències de la informació i moltrs altres.
A l'abril de 2014, Coursera comptava ja amb la participació de més de 100 universitats d'arreu del món, entre les quals la Universitat de Michigan, la Universitat de Princeton, la Universitat de Londres, la Universitat de Chicago, la Universitat Yale, la Universitat de Múnic, la Universitat de Melbourne, la Universitat de Tòquio, etc. La Universitat Autònoma de Barcelona va ser la primera universitat de l'estat espanyol, el febrer de 2013, a oferir cursos MOOC a través de Coursera. La UAB compta amb un espai propi a Coursera per a la seva oferta de cursos.
A partir del mes d'octubre del 2017, Coursera comptava amb més de 28 milions d'usuaris registrats i més de 2.000 cursos.

## Antecedents

### Història
Coursera va ser fundada el 2012 pels professors d'informàtica de la Universitat Stanford Andrew Ng i Daphne Koller. Ng i Koller es van inspirar en les seves experiències oferint els seus cursos a Stanford durant la tardor de 2011. Poc després van deixar Stanford per llançar Coursera. Princeton, Stanford, la Universitat de Michigan i la Universitat de Pennsylvania van ser les primeres universitats que van oferir continguts a la plataforma. Des de llavors, les ofertes s'han ampliat per incloure especialitzacions: cursos que desenvolupen habilitats en un tema específic, així com títols de desenvolupament laboral per a empreses i organitzacions governamentals.

### Fundació
Inicialment Coursera disposava d'un fons de 16 milions de dòlars amb el suport de Kleiner Perkins Caufield & Byers i New Enterprise Associates. El 2013, el Grup del Banc Mundial va liderar luna inversió que va créixer fins a 63 milions de dòlars. Actualment la companyia ha aconseguit un fons de 146.1 milions de dòlars fins a la data.

### Col·laboradors
El nombre total de col·laboradors a partir del mes de febrer del 2017 és de 149 i repartits per 29 països diferents. Coursera treballa principalment amb universitats i col·legis, però també amb governs. Els socis universitaris inclouen la Universitat de São Paulo a Brasil, la Universitat de Londres, l'Indian School of Business, la Universitat de Yonsei i institucions com Yale i la Universitat de Pennsylvania.

## Productes i serveis

### Cursos
Els cursos de Coursera duren aproximadament de quatre a deu setmanes, amb una o dues hores de conferències de vídeo per setmana. Aquests cursos proporcionen proves, exercicis setmanals, avaluacions entre iguals i, de vegades, un projecte o un examen final. Els cursos també es fer de manera intensiva. En aquest cas els usuaris poden demanar tot el material disponible alhora i organitzar el seu procés de formatiu. A partir del mes de maig del 2015, Coursera va oferir 104 cursos a la carta.
Coursera també ofereix cursos de grau en col·laboració amb Universitats. Per exemple, la plataforma és soci d'HEC Paris per al màster executiu d'innovació i emprenedoria. 100% online, aquest programa pretén formar alts directius especialitzats en aquestes dues àrees en 18 mesos. Va ser inaugurat el març de 2017.

### Cronologia d'esdeveniments
El mes de setembre del 2013, va anunciar que havia guanyat 1 milió de dòlars en ingressos mitjançant la venda de certificats que confirmaven la realització amb èxit d'un curs. Coursera va implementar per primera vegada una sèrie d'opcions que segons les tarifes, emeten credencials de la seva superació.
El mes de gener del 2016, Coursera va implementar taxes per obtenir qualificacions i valoracions per "la gran majoria dels cursos especialitzats". L'empresa ofereix ajudes econòmiques a persones que demostren una necessitat real.
Els mes de juliol del 2016, la companyia va llançar un producte empresarial anomenat Coursera for Business. TechCrunch assenyala que l'empresa "es va obrir als ingressos addicionals del mercat lucratiu de l'e-learning corporatiu". Coursera treballa actualment per a clients comercials com L'Oréal, Boston Consulting Group i Axis Bank.
El mes de gener del 2017, l'empresa va llançar Coursera per a governs i organitzacions sense ànim de lucre. Coursera ha anunciat aliances amb l'Institut per a Veterans i Famílies Militars (IVMF) dels Estats Units i amb entitats d'Egipte, de Mongòlia, de Singapur, de Malàisia, del Pakistan i del Kazakhstan.
A partir del mes de febrer del 2017, Coursera va registrar 24 milions d'usuaris i va oferir més de 2.000 cursos en línia.
El mes de juny del 2017, Jeff Maggioncalda es va convertir en el director general de Coursera.